# (3037) Alku
(3037) Alku est un astéroïde de la ceinture principale.

## Description
(3037) Alku est un astéroïde de la ceinture principale. Il fut découvert le 17 janvier 1944 à Turku par Yrjö Väisälä. Il présente une orbite caractérisée par un demi-grand axe de 2,67 UA, une excentricité de 0,19 et une inclinaison de 19,0° par rapport à l'écliptique.
L’astéroïde porte le nom du bateau du découvreur.

## Compléments